# Комогоров, Виталий Витальевич
Виталий Витальевич Комогоров (род. 28 августа 1991 года) — российский гандболист, левый полусредний. Мастер спорта России (2016).
6 марта 2015 года подписал двухлетний контракт с французским клубом «Нант». В 2016 году подписал контракт с клубом «Одорхею-Секуеск». В мае 2019 года стало известно, что Виталий Комогоров подписал двухлетний контракт с венгерским клубом «Татабанья»

## Статистика
Клубная статистика.
| Сезон        | Клуб                  | Лига              | Матчи | Голы | 7-метр | Голы |
| ------------ | --------------------- | ----------------- | ----- | ---- | ------ | ---- |
| 2014-15      | «Каустик»(Волгоград). | Чемпионат России  | 28    | 192  | 41     | 151  |
| 2015/16      | Нант.                 | LNH division 1    | 20    | 30   | 0      | 30   |
| 2016/17      | Одорхею-Секуеск       | Чемпионат Румынии | 26    | 168  | 0      | 168  |
| 2014-по н.в. | Итого                 | Всего             | 74    | 390  | 41     | 349  |